# Hedvig Catharina von Fersen
Hedvig Catharina von Fersen, née De la Gardie, ou en français Hedwige-Catherine de La Gardie (20 mai 1732 - 24 avril 1800), est une comtesse suédoise, épouse du comte Fredrik Axel von Fersen et mère du comte de Fersen, célèbre pour sa liaison avec Marie-Antoinette, mère aussi de la comtesse Piper et de la comtesse Klinckowström. Elle est la sœur de la comtesse Eva Ekeblad.

## Biographie
Fille de Magnus Julius De la Gardie et de salonnière Hedvig Catharina Lillie, Hedvig Catharina de La Gardie est l'héritière du château de Löfstad et son mariage renforce la position sociale de son épouxle comte Axel de Fersen (1719-1794). On rapporte que le prince héritier, futur Gustave III, a été amoureux d'elle dans les années 1760 et qu'ainsi par exemple en 1764 il avait l'habitude de se promener sur la terrasse au-dessus du palais royal pour tenter d'apercevoir la comtesse qui se promenait tous les jours à quatre heures de l'après-midi sur la terrasse du palais Fersen. Il lui faisait envoyer des fleurs et lui donnait rendez-vous dans le parc du château de Karlberg, mais l'histoire en reste là, la comtesse étant « quelque peu amusée, mais aussi réticente ».
Le comte de Fersen est nommé conseiller du royaume (riksråd) en 1772, ce qui donne aussi à la comtesse un rang élevé dans la société de l'époque. Elle est décrite comme étant proche du roi Gustave et appartient aux cercles de ceux qui discutaient des affaires du royaume avec le roi, jusque parfois tard dans la soirée. Il apprécie l'intelligence et la culture de la comtesse de Fersen. Il remet le suédois au goût du jour qui remplace le français à la cour et fait traduire en suédois des opéras ou des pièces de théâtre français, comme Zaïre (1774). La comtesse est alors la seule personne qui se permette de faire la remarque au roi que cher en suédois est inférieur en sens à son équivalent français.
La comtesse de Fersen fait bâtir l'église de Ljung sur ses deniers et fait don de pièces de monnaie historiques à la ville. Elle devient veuve en 1794 et meurt en 1800. Elle est enterrée à l'église de Ljung.

## Famille
De son mariage avec le comte Axel de Fersen, sont issus:
- Hedvig Eleonora von Fersen (1753-1792), comtesse Klinckowström
- Axel de Fersen (1755-1810)
- Sophie von Fersen (1757-1816), comtesse Piper
- Fabian Reinhold von Fersen (1762-1818)